# Cochleanthes trinitatis
Cochleanthes trinitatis là một loài thực vật có hoa trong họ Lan. Loài này được (Ames) R.E.Schult. & Garay mô tả khoa học đầu tiên năm 1959.